# クロスレイ (高速輸送艦)
| 画像をアップロード | |
| 艦歴               | |
| 発注               | |
| 起工               | 1943年10月16日                                                                                      |
| 進水               | 1944年2月12日                                                                                       |
| 就役               | 1944年10月22日                                                                                      |
| 退役               | 1946年11月15日                                                                                      |
| その後             | 動力ハルクとしてエクアドルに売却                                                                    |
| 除籍               | 1960年6月1日                                                                                        |
| 性能諸元           | |
| 排水量             | 1,400トン                                                                                           |
| 全長               | 306 ft (93 m)                                                                                       |
| 全幅               | 37 ft (11 m)                                                                                        |
| 吃水               | 12 ft 7 in (4 m)                                                                                    |
| 機関               | バブコック・アンド・ウィルコックス式ボイラー2基 GE製エレクトリック・タービン2基 2軸推進、12,000 shp |
| 最大速             | 23.6ノット (27.2 mph; 43.7 km/h)                                                                    |
| 航続距離           | 6,000カイリ （12ノット時）                                                                          |
| 乗員               | 士官12-15名、兵員189-192名                                                                          |
| 兵装               | 38口径5インチ両用砲1門 連装40mm砲3基 単装20mm砲6基 爆雷投下軌条2軌                                  |

クロスレイ（USS Crosley, APD-87）は、アメリカ海軍の高速輸送艦。クロスレイ級高速輸送艦のネームシップ。艦名はウォルター・S・クロスレイに因む。

## 艦歴
クロスレイは1943年10月16日にラッデロウ級護衛駆逐艦の1隻 (DE-226) としてフィラデルフィア海軍造船所で起工する。1944年2月12日にW・S・クロスレイ夫人によって命名、進水し、建造途中で高速輸送艦へ転換、1944年10月22日に就役した。
就役後1944年12月21日にノーフォーク海軍造船所を出航、1945年1月16日に真珠湾に到着する。翌月は水中破壊チームと共に訓練を行い、続いて2月14日にサンペドロ湾に向けて出航、3月4日に到着する。同湾で沖縄侵攻のリハーサルに参加した。作戦1週間前には第17水中破壊チームの母船として指定される。作戦は4月1日に開始し、クロスレイは海岸線の偵察巡航を担当した。4月2日、ディカーソン (USS Dickerson, APD-21) が特攻機の攻撃を受け、クロスレイは犠牲者の救助を支援した。4月12日にはホワイトハースト (USS Whitehurst, DE-634) も同様の攻撃を受け、同艦を支援する。4月20日から6月7日まで、クロスレイは沖縄とウルシー環礁、レイテ島間の船団護衛に従事した。
終戦後、クロスレイはレイテ島から韓国の占領を担当する第40歩兵師団を8月28日に仁川へ送り届けた。その後は仁川港でパイロット艦としての任務に従事し、続いて陸軍の兵士を釜山へ輸送した。10月3日、釜山港を巡航中に破損した帆船を発見する。同船には抑留を免れようとする元日本兵45名が乗船していた。クロスレイは同海域に留まって兵員輸送を担当し、1946年3月29日に帰国の途に就いた。
クロスレイは1946年11月15日にフロリダ州グリーンケーヴスプリングスで退役し、大西洋予備役艦隊で保管された。1960年6月1日に除籍され、動力ハルクとしてエクアドルに売却された。